# Goyenia sana
Goyenia sana är en spindelart som beskrevs av Forster 1970. Goyenia sana ingår i släktet Goyenia och familjen Desidae. Inga underarter finns listade i Catalogue of Life.